# Antônio Carlos Santos
Antônio Carlos Santos (født 8. juni 1964) er en tidligere brasiliansk fodboldspiller.